# 通用場景描述
Universal Scene Description (簡稱USD)是由皮克斯Pixar內部Presto開發的一種3D模型檔案交換格式用於每個 3D 創作和渲染應用程式且開放原始碼方便不同3D軟體之間檔案的交換，包括 Pixar 專有的Presto動畫系統。2016 年 8 月 8 日Pixar 在 SIGGRAPH 2016 大會上首次發布。
USD 檔案格式具有以下優點：
- 支援市面上許多3D軟體相容，可以輕鬆在不同軟體之間轉移場景
- 不同創作者可在同一檔案上協作
- 優化的檔案壓縮效能

目前支援的3D軟體：
- Blender
- Cinema 4D
- Maya
- 3DsMax
- Houdini
- Nuke
- Mari
- Modo
- NVIDIA Omniverse
- Unity
- Unreal Engine
- Xcode內的Reality Composer Pro及 Reality Converter

## 外部連結
- 官方网站